# زمین‌لرزه ۲۰۰۹ خلیج کالیفرنیا
زمین‌لرزه خلیج کالیفرنیا  در تاریخ ۳ ژوئیه ۲۰۰۹ میلادی، برابر با ‎۱۲ تیر ۱۳۸۸، ساعت ۱۷:۵۹:۵۶ به زمان یوتی‌سی در مکزیک ، منطقه خلیج کالیفرنیا رخ داد.ژرفای این زلزله ۱۰ کیلومتر بود. بزرگی آن ۶٫۹ در مقیاس Mw بدست آمده‌است.
زمین‌لرزه هیچ کشته‌ای نداشته است.